# Don't Look Up
Don't Look Up (bra: Não Olhe Para Cima; prt: Não Olhem Para Cima)  é um filme americano de 2021 dos gêneros ficção científica e sátira política, escrito e dirigido por Adam McKay. É estrelado por um elenco liderado por Jennifer Lawrence e Leonardo DiCaprio, que interpretam dois astrônomos de baixo escalão tentando, por meio de um tour pela mídia, alertar a humanidade sobre um asteroide que destruirá a Terra. O evento de impacto é uma alegoria à mudança climática, e o filme é uma sátira da indiferença do governo e da mídia com relação à crise climática.  O elenco coadjuvante é composto por Rob Morgan, Jonah Hill, Mark Rylance, Tyler Perry, Timothée Chalamet, Ron Perlman, Ariana Grande, Scott Mescudi, Himesh Patel, Melanie Lynskey, Cate Blanchett e Meryl Streep.
Produzido pela Hyperobject Industries e Bluegrass Films, o filme recebeu um lançamento limitado nos cinemas em 10 de dezembro de 2021, antes de ser transmitido na Netflix em 24 de dezembro. Recebeu avaliações de mistas para positivas por parte dos críticos, que elogiaram o elenco, mas ficaram divididos pelos méritos da sátira de McKay. Apesar da recepção crítica, o filme foi nomeado um dos dez melhores de 2021 pelo National Board of Review e American Film Institute. Recebeu quatro indicações ao Globo de Ouro (Melhor Filme – Comédia ou Musical, Melhor Ator para DiCaprio, Melhor Atriz para Lawrence e Melhor Roteiro), seis ao Critics' Choice, incluindo Melhor Filme, e Melhor Elenco nos Prémios Screen Actors Guild. Em 5 de janeiro de 2022, a Netflix informou que Don't Look Up estabeleceu um novo recorde semanal de horas assistidas da plataforma, tornando-se o terceiro filme mais assistido na história da empresa.

## Enredo
Kate Dibiasky, astrônoma com Ph.D no Michigan State University, descobre um cometa até então desconhecido. Seu professor, D.r Randall Mindy, confirma que ele colidirá com a Terra em cerca de seis meses e é grande o suficiente para causar uma extinção em massa. A NASA confirma a descoberta e o chefe do Escritório de Defesa Planetária, D.r Teddy Oglethorpe, acompanha Kate e Randall para apresentar suas descobertas na Casa Branca. Eles são recebidos com apatia e desinteresse pela Presidente Jane Orlean e seu filho/Chefe de Gabinete da Casa Branca, Jason. 
Teddy fala para Randall e Kate vazarem a notícia em um programa matinal. Quando os apresentadores Jack Bremmer e Brie Evantee tratam o assunto de forma leve demais, Kate perde a paciência e reclama sobre a ameaça. Randall percebe que a internet gostou de sua aparência enquanto Kate viraliza através de memes. Notícias reais do cometa são recebidas com pouca atenção ao público e o perigo é negado pela diretora da NASA, Jocelyn Calder, uma das principais apoiadoras de Jane. Quando o escândalo sexual de Jane e o seu candidato a Suprema Corte, o xerife Conlon, é vazada, ela distrai a má publicidade pública para revelar a verdadeira ameaça que o cometa pode afetar ao planeta. 
Após anunciar que irá atacar e desviar o cometa com bombas nucleares, a missão é abortada abruptamente por Jane quando Peter Isherwell,  um bilionário CEO da BASH celular descobre que o cometa contém trilhões de dólares através  de seus  minerais raros. A casa Branca concorda  explorar comercializalmente o cometa, fragmentando ele com as máquinas espaciais não testadas de Peter e recuperá-las no oceano. Jane deixa Kate e Teddy de lado e contrata Randall para ser seu Conselheiro Científico Nacional. Kate fica furiosa e revela todo o esquema em uma lanchonete, causando uma revolta. Ela tenta continuar a falar a verdade a população, mas desiste sob ameaça do governo. 
Randall se torna bastante proeminente na mídia, sendo a favor a exploração do cometa e tendo um caso com a apresentadora Brie. A opinião mundial se divide, acreditando que a mineração do cometa trará empregos enquanto outros afirmam que tudo não passa de fake news. Kate volta para a casa de seus pais em Illinois, mas seus pais a expulsam e ela começa a trabalhar em um mercado. Ela conhece um ladrão de lojas chamado Yule. Os dois veem o cometa a olho nu e Randall se junta a eles após June, sua esposa, descobrir seu caso extraconjugal e ser cortado do governo ao desacreditar nas ideias de Peter Isherwell de que seus robôs conseguirão destruir o cometa. 
Eles, ao lado de Teddy, realizam uma campanha nas redes sociais, incitando as pessoas "olharem para cima" com o apoio da cantora Riley. Em contra partida, Jane e seu governo fazem protestos negacionistas, dizendo "olhem para baixo". Jane deixa a Rússia, China e Índia de fora da mineração do cometa, onde eles organizam seu próprio foguete para destruir o cometa, mas ele explode na decolagem. Isso faz com que Randall e Kate percam as esperanças, onde eles saem com Yule para Randall tentar passar seus momentos finais com June e seus filhos. 
A tentativa da BASH de dividir o cometa começa a dar errado. Percebendo que não consiguirão com o planejado, Peter, Jane e outros de seu círculo de elite embarcam em uma espaçonave projetada para encontrar um planeta parecido com a Terra, deixando Jason para trás sem querer. Jane oferece dois lugares para Randall na nave, mas ele recusa. A medida que o cometa chega,  varias pessoas ao redor mundo entram em desespero, negação ou no conformismo, onde Yule faz uma breve oração. Como o esperado, o cometa atinge a costa do Chile e aniquila o planeta, chegando até a casa de Randall e matando todos. 
Em uma das cena pós-créditos, é mostrado que a espaçonave projetada por Peter conseguiu encontrar um planeta parecido com a Terra depois de 22.740 anos. Eles saem de suas cápsulas de criôgenico nus e admiram a paisagem exótica, antes que Jane seja morta por aves alienígenas que atacam o grupo de bilionários, devorando todos. A segunda cena pós-créditos, mostra Jason sobrevivendo ao desastre, chamando por sua mãe.

## Elenco
- Jennifer Lawrence como Kate Dibiasky
- Leonardo DiCaprio como Dr. Randall Mindy
- Cate Blanchett como Brie Evantee
- Rob Morgan como Dr. Clayton "Teddy" Oglethorpe
- Meryl Streep como Presidente Janie Orlean
- Jonah Hill como Jason Orlean
- Timothée Chalamet como Quentin
- Ariana Grande como Riley Bina
- Himesh Patel como Phillip
- Kid Cudi como DJ Chello
- Michael Chiklis como Dan Pawketty
- Tomer Sisley como Adul Grelio
- Tyler Perry como Jack Bremmer
- Melanie Lynskey como June
- Ron Perlman como Colonel Ben Drask
- Mark Rylance como Peter Isherwell
- Chris Evans como Devin Peters
- Gina Gershon
- Michael Chiklis
- Luan Gallagher

## Produção

### Desenvolvimento
Em 8 de novembro de 2019, foi anunciado que a Paramount Pictures distribuiria a sátira política "Don't Look Up", com Adam McKay escrevendo, dirigindo e produzindo sob sua produtora Hyperobject Industries. Em 19 de fevereiro de 2020, a Netflix adquiriu o filme da Paramount.

### Seleção de elenco
Em 19 de fevereiro de 2020, Jennifer Lawrence foi escalada para o filme. Em 12 de maio de 2020, foi anunciado que Cate Blanchett havia se juntado ao filme. Em setembro de 2020, Rob Morgan se juntou ao elenco. Em outubro de 2020, Leonardo DiCaprio, Meryl Streep, Jonah Hill, Timothée Chalamet, Ariana Grande, Kid Cudi, Matthew Perry, Himesh Patel e Tomer Sisley foram adicionados. Em novembro de 2020, Tyler Perry, Melanie Lynskey e Ron Perlman se juntaram ao elenco. Em dezembro de 2020 Chris Evans se juntou ao elenco. Gina Gershon, Mark Rylance, e Michael Chiklis foram revelados como parte do elenco em fevereiro de 2021.

### Filmagens
Em 19 de fevereiro de 2020, foi anunciado que as gravações começariam em abril de 2020. No entanto, foram adiadas devido à pandemia de COVID-19. As filmagens começaram em 18 de novembro de 2020, em Boston, Massachusetts e Newburyport, Massachusetts. Parte do filme se passa na cidade de Nova Iorque, mas essas cenas também estão sendo filmadas em Boston. O filme também está sendo rodado em outras partes de Massachusetts. As filmagens estão programadas para continuar até fevereiro de 2021.
Na manhã de 5 de fevereiro de 2021, enquanto filmava uma cena, Jennifer Lawrence foi levemente ferida durante uma explosão controlada de vidro que deu errado.

## Lançamento
Em 19 de fevereiro de 2020, foi anunciado pela Netflix a data do lançamento do filme. Teve um lançamento limitado nos cinemas em 10 de dezembro de 2021, antes da estreia na Netflix em 24 de dezembro de 2021.

## Recepção

### Crítica
No agregador de críticas Rotten Tomatoes, que categoriza as opiniões apenas como positivas ou negativas, o filme tem um índice de aprovação de 54% calculado com base em 251 comentários dos críticos, que é seguido do consenso: "Don't Look Up visa muito alto para que suas farpas espalhadas caiam de forma consistente, mas a sátira de Adam McKay repleta de estrelas atinge seu alvo de negação coletiva diretamente." Já no agregador Metacritic, com base em 50 opiniões de críticos que escrevem em maioria para a imprensa tradicional, o filme tem uma média aritmética ponderada de 49 entre 100, com a indicação de "revisões mistas ou neutras".
Richard Roeper, do Chicago Sun-Times, deu ao filme 2,5 de 4 estrelas e disse: "De Streep, DiCaprio e Lawrence aos atores coadjuvantes, Don't Look Up está repleto de atores muito talentosos que realmente vendem este material - mas o volume permanece em 11 ao longo da história, quando algumas mudanças no tom aqui e ali poderiam ter alcançado o alvo com mais eficácia."
Isabela Boscov disse que o que Don't Look Up faz é apontar para os "negacionistas, sexistas, alienados, militares brucutus, supostos visionários tech tipo Elon Musk" e, de maneira divertida, para "mostrar o ridículo da gente ter as evidências (com o meteoro representando o problema climático) diante dos olhos crescendo no céu e enfiar a cabeça na areia (...) se ele vai conseguir convencer os resistentes da gravidade da situação, isso é impossível dizer, mas a gente tem que pelos menos tentar."

### Comparações com o Brasil
Uma das cenas do filme foi comparada nas redes sociais com uma situação no Brasil em dezembro de 2020, na qual Natalia Pasternak criticou ao vivo uma reportagem da TV Cultura que pedia para a população encarar com "leveza" a pandemia de COVID-19. As saber das comparações, Pasternak marcou no Twitter Adam Mckay e Leonardo DiCaprio com o vídeo legendado em inglês para agradecer o filme "incrível". Ela não conseguiu marcar Jennifer Lawrence, que também está na cena do filme, mas também a mencionou no agradecimento.
A presidente Orlean foi comparada com Jair Bolsonaro, e Jason Orlean, com um de seus filhos, Carlos Bolsonaro.